# 西摩島

64°14′S 56°37′W / 64.233°S 56.617°W
西摩島（英語：Seymour Island），又稱馬蘭比奧島（英語：Marambio Island）是南極洲的島嶼，位於南極半島北端的外島鏈上，東臨威德爾海。該島長19.2公里、寬8.8公里，面積100平方公里，最高點海拔高度187米。阿根廷在該島東北部設有常年研究站馬蘭比奧站。英國、阿根廷和智利在南極條約體系下擱置對該群島的領土主權要求。